# Perișoru, Călărași
Perișoru este satul de reședință al comunei cu același nume din județul Călărași, Muntenia, România.
Pe teritoriul acestui sat se află Herghelia Jegălia, unde sunt crescuți și ameliorați cai din rasa Cal de Sport Românesc și Semigreu.

## Așezare
Satul se află în nord-estul județului, la limita cu Județul Ialomița. Este deservit de drumul național DN3A, ce leagă Lehliu-Gară de Fetești. Acest sat este conectat de rețeaua feroviara prin halta Recolta, Recolta hc.